# Société civile de placement immobilier
 (janvier 2023).
Si vous disposez d'ouvrages ou d'articles de référence ou si vous connaissez des sites web de qualité traitant du thème abordé ici, merci de compléter l'article en donnant les références utiles à sa vérifiabilité et en les liant à la section « Notes et références ».
Pour les articles homonymes, voir SCPI.
Une société civile de placement immobilier (SCPI) est une structure d’investissement de placement collectif française. C'est une forme de placement qui est apparue en France en 1964 et a été encadrée à partir de 1970, date à laquelle le terme de « société civile de placement immobilier » est apparu et que cette solution de placement est devenue contrôlée par la COB, ancêtre de l'Autorité des marchés financiers.
L’objet d’une société civile de placement immobilier est l’acquisition et la gestion, sous les règles du droit des baux commerciaux, d’un patrimoine immobilier professionnel (bureaux, commerces, entrepôts logistiques, hôtels, cliniques, logements ou maisons de retraite ou de loisirs). La société de gestion s'occupe de collecter des fonds auprès de particuliers ou institutionnels, trouver des biens immobiliers dans lesquels investir, gérer ce parc immobilier, puis de redistribuer les loyers et les avantages fiscaux à ses porteurs de parts, ou plus communément appelé « associés ».
Après une première phase de développement auprès des épargnants français à la fin des années 1980, arrêtée par la crise immobilière française des années 1990, le marché des SCPI connaît une nouvelle phase de développement depuis le début des années 2010, principalement parce que le rendement de ces produits est devenu comparativement plus élevé que celui des emprunts d'État, ou des livrets d'épargne comme le livret A, le plan épargne logement, livret de développement durable et solidaire ou encore le livret d'épargne populaire.
La SCPI est à distinguer de la Société civile immobilière (SCI), de la société d'investissement immobilier cotée (SIIC) qui, elle, est cotée, et des organismes de placement collectif en immobilier (OPCI) qui sont non cotés mais doivent néanmoins êtres gérés par une société de gestion de portefeuille agréée par l'Autorité des marchés financiers (AMF).

## Historique
La première solution d'investissement collectif en immobilier professionnel apparaît en France en 1964, date à laquelle est créée une société intitulée « La Civile Foncière ». Celle-ci a pour unique objectif d'acheter des immeubles et des locaux commerciaux pour les louer à des entreprises et des commerçants en redistribuant les loyers à ses actionnaires. D'autres initiatives semblables sont lancées dans la foulée. En 1968 est créée sur le même modèle la société intitulée « Épargne foncière », qui a connu diverses mutations par la suite et constitue de nos jours la plus ancienne SCPI toujours en activité, gérée par La Française REM.
En 1970, la « loi n°70-1300 du 31 décembre 1970 fixant le régime applicable aux sociétés civiles autorisées à faire publiquement appel à l'épargne » crée officiellement le statut de « société civile de placement immobilier » (SCPI) et en encadre dès lors les principes de gestion. Ces produits d'épargne deviennent régis par la Commission des opérations de bourse, créée en 1967, qui constitue l'ancêtre de l'Autorité des marchés financiers.
L'investissement en SCPI est alors très confidentiel : il est surtout proposé à des clients fortunés en banque privée. Il faut attendre 1985 pour que ces produits d'investissement se développent réellement auprès du grand public. Les encours gérés sur ce type de placement progressent de 70% en 1985, 150% en 1986 et 91% en 1987, atteignant 9 milliards de francs en 1987 puis 11,4 milliards en 1989 avant de plafonner en 1990 à 11,5 milliards de francs. À partir de 1991, le reflux des prix de l'immobilier en France, qui s'observe tout au long des années 1990, constitue un contexte défavorable pour les détenteurs de parts de SCPI. À ceci s'ajoute en 1993 une réforme de la loi de 1970, ayant pour conséquence involontaire de compliquer la revente des parts de SCPI : les 600 000 épargnants français alors détenteurs de ces produits voient la valeur de leur investissement chuter et peinent à sortir de ce placement illiquide. Les SCPI ont mauvaise presse et les épargnants français s'en détournent totalement au profit des actions qui suscitent quant à elles l'engouement des particuliers à cette époque.
En 2001, les dispositions de la réforme de 1993 sont abrogées et permettent au marché des SCPI de connaître un redémarrage progressif. La forte hausse des prix de l'immobilier en France dans les années 2000 attire de nouveaux investisseurs. Après la crise financière de 2008 et surtout après la crise de la dette dans la zone euro de 2011, la politique monétaire accommodante de la Banque centrale européenne entraîne une très forte baisse des taux sur les marchés obligataires, qui inclut le marché des emprunts d'État dont les rendements deviennent parfois négatifs. Par extension, le phénomène se traduit par une baisse progressive des rendements des « fonds en euros » d'assurance-vie, alors que les SCPI conservent des rendements relativement élevés de l'ordre de 4 à 5% par an (auxquels doivent être retranchés des frais d'entrée élevés),. Dans ce contexte, les SCPI continuent d'attirer de nouveaux investisseurs cherchant à bénéficier d'un rendement plus attractif pour leurs placements, malgré un risque financier également plus élevé.

## Forme de la SCPI
Après sa création par les fondateurs, la SCPI établit une note d’information visée par l’Autorité des marchés financiers qui y appose son visa, l’autorisant à faire publiquement appel à l’épargne.
Il existe deux formes de SCPI :
- SCPI à capital fixe : Pour atteindre le capital plafond qui a été fixé par ses statuts, la SCPI va ouvrir successivement des augmentations de capital d’un volume et d’une durée que fixera la société de gestion. Son capital va progresser par à-coups et, entre deux augmentations de capital ou lorsque le plafond sera atteint, le capital demeurera fixe. Ainsi, si un associé veut se retirer, il faudra trouver des acheteurs qui reprennent ses parts de façon que le capital ne change pas.
- SCPI à capital variable : A tout moment, la SCPI peut émettre des parts nouvelles ou racheter des parts pour permettre à un associé de sortir. Des limites existent à la variation de son capital : une limite haute, le capital plafond, et une limite basse multicritères. Quand un associé se retire, la SCPI rachète ses parts et elle émet de nouvelles parts pour les personnes qui, dans le même temps, souscrivent.

### Valeurs de la SCPI
Il existe différentes valeurs dans une SCPI : 
- Valeur nominale
- Valeur de réalisation
- Valeur vénale
- Valeur de reconstitution
- Valeur ou prix de retrait

Il existe également différents prix :
- Prix de part
- Prix ou valeur de retrait

La valeur nominale est la valeur de la part lors de la création de la SCPI. Si vous créez une SCPI avec 1 000 parts et un capital de 1 000 000 €, la valeur nominale de la part sera de 1 000 €. Mais avec le temps, la valeur nominale ne change pas, par contre la valorisation de la SCPI évolue.
Prix de souscription (prix d'achat) = valeur nominale + prime d'émission
La prime d'émission comprend la revalorisation du patrimoine, ainsi que les frais d'achat : l'amortissement des frais de constitution, des frais de recherche et d'acquisition du patrimoine immobilier, plus la commission de souscription.
Prix de retrait = Prix de souscription de la part - la commission de souscription, variable en fonction de chaque SCPI (10 % en moyenne)
La commission de souscription couvre les frais de collecte des capitaux et les frais d'étude et de réalisation des investissements. La partie de la commission de souscription qui supporte les frais de collecte est exonérée de TVA. L'autre partie qui supporte les frais d'étude et de réalisation des investissements est soumise à la TVA. Les frais de collecte sont en proportion les plus importants. Suivant la SCPI, la commission de soucription peut s'appliquer :
- HT[Note 2] ;
- TTC[Note 3] ;
- HT, calculée sur le prix d'achat hors commission de souscription HT majorée intégralement du taux de TVA[4] ;
- HT, majorée du prorata de TVA non récupérable, ce qui revient à une application TTC ;
- TTC déduction faite de la TVA récupérable, ce qui revient à une application HT[5] ;
- ou TTC, recalculée après un changement de taux de TVA appliquée intégralement.

Valeur vénale = valeur du patrimoine immobilier, évaluée par un expert
Valeur de réalisation = valeur vénale + autres actifs détenus par la SCPI (trésorerie)
Valeur de reconstitution = valeur de réalisation + estimation des frais générés par une éventuelle reconstitution de son patrimoine
Le rendement net de frais de gestion est calculé sur le prix d'achat. Si la SCPI possède des immeubles en dehors du territoire français, ce rendement est souvent net de fiscalité étrangère c'est-à-dire calculé après l'imposition à la source des loyers, variable suivant le pays où le bien est situé :
- Allemagne 15,825 %[6]
- Belgique : 33,99 %
- Espagne : 24,75 %
- Italie : 31,40 %
- Pays-Bas : 25 %[7]

TRI (taux de rendement interne) = performance annuelle moyenne sur une période donnée, calculée à partir du prix d'achat au début, du prix de retrait à la fin, et du rendement net pendant la durée de détention des parts.

### Manières d'investir en SCPI

#### En pleine propriété
Investir en pleine propriété (PP) est la manière la plus connue et donc par défaut d'investir sur des parts de SCPI. Elle consiste à acheter simplement les parts, a en avoir donc la pleine jouissance et donc à en percevoir les revenus. Ce type d'acquisition le plus courant peut se faire au comptant ou à crédit. Pour financer ses projets, une SCPI peut recourir à l'emprunt, de façon limitée. En général, ses acquisitions sont totalement couvertes par le capital, constitué par les apports des participants.
Un particulier peut souscrire un crédit immobilier pour acquérir des parts de SCPI.

#### En démembrement temporaire
Le démembrement de propriété est une notion connue dans l'immobilier classique mais beaucoup plus confidentielle dans l'achat de parts de SCPI. Pourtant cela fonctionne de la même manière. La pleine propriété est composée de deux droits: l'usufruit et la nue-propriété. Investir en démembrement consiste donc à séparer pendant une période déterminée (5 ou 10 ans) une part de SCPI en pleine propriété en deux droits : l’usufruit et la nue-propriété. Chaque personne peut donc investir en nue-propriété et en usufruit avec pour chaque partie un objectif différent. La nue-propriété est donc le fait de renoncer temporairement aux revenus que générera la SCPI.

##### Nue-propriété
Le fait de renoncer aux revenus des parts de SCPI en investissant en nue-propriété fait bénéficier d'une décote à l'achat de 18,93 % à 38,02 % sur le prix d'une part selon la durée du démembrement (entre 5 et 15 ans dans cet exemple). Plus la durée du démembrement est longue, plus la décote est importante. Il est dès lors possible d'acheter une part valant 100 € à 80 € mais cette décote implique de ne percevoir aucun revenu pendant la période de démembrement.
A la fin du démembrement, la pleine propriété de la part est récupérée sans fiscalité ni prélèvements sociaux. La part passe alors de 80 € à 100 €, soit une plus-value latente de 20 € qui peut fluctuer avec la valeur de la part en pleine propriété durant la période de démembrement : il est in fine possible de récupérer une part dont la valeur pourrait avoir évolué à 110 € comme à 90 €. Quelle que soit cette valeur en pleine propriété, ce moment marque la perception des premiers revenus en tant que plein-propriétaire.

##### Usufruit
Lors d'un investissement en usufruit, la contrepartie du nu-propriétaire est de 20 % à 35 % du prix des parts. Les revenus sont perçus pendant toute la durée du placement à hauteur de la valeur de pleine propriété.
Exemple : achat d'une part en usufruit à 20 € (équivalent à la pleine propriété de 100 €) et perception des revenus pendant 5 ans (durée du démembrement temporaire) qui seront de 5 % de 100 € soit 5 € pendant 5 ans. À l'issue du démembrement, la propriété de l'usufruit est perdue mais avec compensée par 25 € de revenus.

### Types de SCPI

#### SCPI de rendement
L’objectif de la SCPI de rendement est de distribuer régulièrement aux associés des revenus (en règle générale la distribution est trimestrielle).
Le patrimoine immobilier de ce type de SCPI est constitué de bureaux, entrepôts ou locaux d’activités ou de locaux commerciaux. Ces locaux sont loués à des entreprises, des administrations ou à des commerçants.
La durée de vie d’une SCPI de rendement est généralement supérieure à 50 ans.
En 2015, on dénombrait 87 SCPI de rendement.

##### SCPI régionale
À classer parmi les SCPI de rendement, une SCPI régionale est une société de placement immobilier qui se concentre sur une zone géographique précise. Grâce à cette stratégie de proximité, ce type de SCPI profite pleinement du dynamisme de la région où elle est investie. Au vu de l’évolution du marché immobilier, on observe que certaines métropoles régionales sont plus stables et offrent de meilleures perspectives de croissance que le marché national dans sa globalité.
Les gérants des SCPI régionales possèdent une réelle expertise des marchés locaux et sont plus réactifs que les grands groupes nationaux. Cela leur permet également de sélectionner plus efficacement leurs locataires et optimiser la gestion de leur parc. Les performances des SCPI régionales s’inscrivent dans le temps et jouent autant sur le rendement que sur la valorisation du parc immobilier.
En termes de capitalisation, les SCPI régionales représentent une faible part des SCPI (moins de 6 %). A titre de comparaison, les SCPI régionales ne représentent que 4 % de la collecte des SCPI de rendement en 2005 contre 80 % pour les SCPI dites classiques diversifiées.

#### SCPI de valorisation
L’objectif de la SCPI de valorisation est de faire bénéficier les associés, à terme, lors de la liquidation du patrimoine, de la valorisation du capital qu’ils ont investi à l’origine.
L’immobilier est un marché, aussi les dates et conditions d’achat, comme la période de liquidation de la société, sont-elles des paramètres cruciaux.
Le patrimoine immobilier de ce type de SCPI est généralement constitué d’appartements situés dans les meilleurs quartiers des grandes métropoles. Il y a une distribution de revenus limitée car si l’on peut espérer des plus-values, le genre d’immobilier en cause est peu productif de revenus. Ces locaux sont loués à des personnes physiques, à des sociétés internationales ou à des ambassades.
La durée de vie d’une SCPI de valorisation est généralement fixée aux alentours de 15 ans.

#### SCPI «fiscales»
L'objectif de la SCPI « fiscale » est de réduire l'imposition des associés. Les biens qui constituent le patrimoine de la SCPI sont éligibles à des avantages fiscaux. Ainsi après la mise en location des biens de la SCPI, les associés peuvent bénéficier d'une réduction de leur imposition en plus des revenus générés par la SCPI.

##### SCPI «Malraux»
L’objectif de la SCPI « Malraux » est de distribuer aux associés les avantages fiscaux résultant de la loi dite « loi Malraux ».
Le patrimoine immobilier de ce type de SCPI est constitué d’immeubles d’habitation anciens situés dans des secteurs sauvegardés ; le montant des travaux constitue le déficit fiscal que se partagent les associés. Ces logements sont loués à des particuliers.
La durée de vie d’une SCPI « Malraux » est d’une douzaine d’années.

##### SCPI «Méhaignerie»
L’objectif de la SCPI « Méhaignerie », du nom de Pierre Méhaignerie, était de faire bénéficier les associés du double avantage fiscal de la loi Méhaignerie (qui visait à favoriser la construction de logements locatifs neufs). La loi n’est plus applicable, il n’y a donc plus de création ni de développement de SCPI « Méhaignerie », mais simplement gestion de l’existant.
Le marché secondaire des parts se traite généralement de gré à gré, sachant que l’acheteur ne bénéficie pas de l’avantage fiscal initial et ne peut donc, en l’attente de la liquidation, que bénéficier des revenus et attendre une plus-value à la sortie.
Ces SCPI ont une durée de vie de douze à quinze ans en général.

##### SCPI «Robien»
Institué par l’article 91 de la loi urbanisme et habitat, le régime « Robien » prévoit, en faveur des associés qui souscrivent, à compter du 3 avril 2003, au capital initial ou aux augmentations de capital des SCPI, une déduction au titre de l’amortissement de leurs souscriptions.
Cette déduction, qui s’applique sur option irrévocable de l’associé exercée lors du dépôt de sa déclaration des revenus de l’année de sa souscription, est égale à 8 % pendant les cinq premières années et à 2,50 % pendant les quatre années suivantes de 95 % du prix de souscription. Ensuite et tant que les conditions de loyers restent respectées, l’associé peut continuer à bénéficier de la déduction au taux de 2,50 % pendant deux périodes triennales.
Durant la période d’application de l’amortissement :
1. le taux de la déduction forfaitaire sur les revenus fonciers est ramené de 14 % à 6 %,
2. les dépenses d’amélioration sont déductibles dans les conditions de droit commun,
3. les dépenses de reconstruction et d’agrandissement pour lesquels une souscription n’a pas été ouverte n’ouvrent pas droit à une déduction au titre de l’amortissement.

L’octroi de cet avantage est toutefois subordonné à la condition que 95 % de la souscription, appréciés sans tenir compte des frais de collecte, servent exclusivement à financer l’acquisition de logements neufs ou en l’état futur d’achèvement et à l’engagement de :
- la société de louer les logements acquis non meublés pendant 9 ans à usage de résidence principale des locataires en respectant les plafonds de loyers fixés chaque année par décret.

Lorsqu’une souscription est affectée à la réalisation de plusieurs investissements, l’engagement de location de la société doit être pris distinctement pour chaque logement.
La société se doit de fournir à chacun des associés une attestation en double exemplaire justifiant, pour l’année précédente, les parts détenues.
- l’associé de conserver la totalité de ses parts jusqu’à l’issue de la période de l’engagement de location souscrit par la société pour le dernier logement acquis au moyen de sa souscription.

L’engagement du porteur de parts est constaté sur un document joint à la déclaration des revenus de l’année au cours de laquelle les parts ont été souscrites.
Si l’associé cède tout ou partie de ses parts avant l’expiration de la période couverte par son engagement de conservation des titres, l’avantage fiscal est remis en cause par la reprise dans ses revenus, l’année où survient cet événement, de la déduction au titre de l’amortissement de sa souscription dont il a bénéficié.
Si la cession des parts intervient au cours de l’une ou l’autre des deux périodes triennales de prorogation du régime, seules les déductions pratiquées pendant l’ensemble de la période concernée sont remises en cause.

##### SCPI «Scellier»
Les SCPI Scellier succèdent aux SCPI Robien et permettent aux investisseurs de bénéficier du régime fiscal de la loi Scellier au travers d'une SCPI.
Les caractéristiques sont similaires, mais le régime fiscal diffère : la diminution du revenu imposable prévue par la loi Robien est remplacée par une réduction d'impôt de 25 % étalée sur 9 ans (soit 2,78 % par an).
Certaines SCPI Scellier, dans le secteur dit intermédiaire (aux conditions de loyers et de ressources des locataires retenues dans le dispositif Borloo), ouvrent droit à une réduction d'impôt de 31 % (25 % étalés sur les neuf premières années, puis 6 % de plus les trois années suivantes soit 2 % par an).
Le principal inconvénient de la détention de SCPI Scellier (tout comme pour la SCPI de Robien) est la difficulté de revente, l'acheteur des parts ne disposant plus de la carotte fiscale.
Le taux de la réduction d'impôt a subi une diminution dans le cadre des dispositions de la loi de Finances pour 2011 concernant les « niches fiscales ». Pour les années 2011 et 2012, le taux est différencié selon la performance énergétique des logements. Ainsi les logements BBC (bâtiments basse consommation) bénéficient d'un taux de 22 % pour 2011 et 20 % pour 2012. Pour les autres, la réduction est de seulement 13 % en 2011 et 10 % en 2012.
À la suite des différents coups de rabots fiscaux de fin 2011 du gouvernement Fillon pour réduire des déficits publics, le dispositif Scellier a été une nouvelle fois modifié. La réduction d'impôt sera réduite à 13 % du prix de souscription en 2012 avant la suppression définitive du dispositif en 2013. Ces modifications concernent bien sûr l'ensemble du dispositif Scellier et est applicable de fait aux investissements en part de SCPI Scellier.

##### SCPI «Duflot»
Les SCPI Duflot succèdent aux SCPI Scellier et permettent de bénéficier du régime fiscal de la loi Duflot au travers d'une SCPI. La réduction d'impôts est de 18 % sur 9 ans.

##### SCPI «Pinel»
Les SCPI Pinel succèdent aux SCPI Duflot et permettent de bénéficier du régime fiscal de la loi Pinel au travers d'une SCPI. La réduction d'impôts est de 18 % sur 9 ans.
Pour bénéficier des avantages de la loi « Pinel », il faut être résident fiscal français. La SCPI Pinel permet à l’investisseur d'obtenir une réduction d’impôt étalée sur 9 ans avec un risque locatif relativement faible car mutualisé. L’investisseur perçoit des loyers durant toute la durée de détention. Les investissements sont réalisés dans des immeubles neufs qui sont ensuite loués à des particuliers. C’est une société de gestion qui s’occupe de sélectionner les biens, les gérer et les revendre.